# デビル・リベンジャー 復讐の殺人者
『デビル・リベンジャー 復讐の殺人者』（原題：Swamp devil）は、カナダの映画作品。

## あらすじ
ある日、メアリーが元警官である父にかけられた殺人の嫌疑を晴らしに町を訪れた。
メアリーはその町で、少女殺人事件の加害者がリンチを受けて死亡し、現在までの十数年間、リンチに加わった住人たちも次々に死亡していったことを知った。
メアリーは父のことを知らせてくれた青年ジミーたちとともに、父を探すべく森へ向かった。そこで彼女は謎の巨大な何かに遭遇した。

## キャスト
| 役名       | 俳優                   | 日本語吹替 |
| ---------- | ---------------------- | ---------- |
| ジミー     | ニコラス・ライト       | 藤原満     |
| メラニー   | シンディ・サンプソン   | 本名陽子   |
| ハワード   | ブルース・ダーン       | 小柳基     |
| ジョリーン | アリソン・グレアム     | 樋浦茜子   |
| ジョーンズ | ロバート・ヒグデン     | 小野健一   |
| ネルソン   | ジェームズ・キドニー   | 内田直哉   |
| シェリー   | ブロンウェン・マンテル | 高乃麗     |

- その他の声の吹き替え：近藤広務／高柳亜弓／鈴木秀香